# Vamé (langue)
Pour les articles homonymes, voir Vame.
Le vame (ou maslava, ndreme, pelasla) est une langue tchadique biu-mandara parlée dans l'Extrême-Nord du Cameroun, dans le département du Mayo-Sava, les arrondissements de Mora et Tokombéré, dans le massif montagneux au sud de Mora. 
En 1992, le nombre de locuteurs était estimé à 8 500.

## Écriture
| a  | b  | ɓ | d  | ɗ  | dz  | j | e | ə | f  | g  | gw | gh | ghw | h | hw | i | k | kw | l  | m  | mb | n | nd | ny |
| nz | nj | ŋ | ŋw | ŋg | ŋgw | p | r | s | sh | sl | t  | ts | c   | u | v  | w | y | z  | zh | zl |    |   |    |    |

Le vame est une langue tonale, mais les tons ne sont pas écrits.